# Avril 1813

## Événements

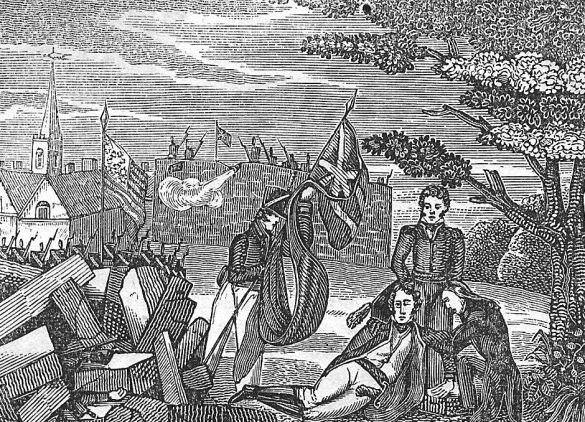
27 avril : la mort du général Pike à la bataille de York

- Émeutes à Leyde contre l’occupation française aux Pays-Bas[1].

- 11 avril : victoire des patriotes vénézuéliens à la seconde bataille de Maturín.
- 12 avril : les indépendantistes mexicains assiègent Acapulco. La garnison royaliste capitule le 20 août[2].
- 19 avril - 26 mai : victoire des indépendantistes mexicains à la bataille de La Chincúa[3].
- 27 avril : bataille de York. Les Américains font sauter Fort York (Toronto)[4].
- 28 avril - 9 mai, guerre de 1812, frontière de Détroit : les Britanniques tentent, sans succès de s'emparer de Fort Meigs (aujourd'hui Perrysburg).

## Naissances
- 3 avril : Herman Henry op der Heyden, peintre néerlandais († 21 décembre 1857).

## Décès
- 10 avril : Joseph-Louis Lagrange (né en 1736), mathématicien, mécanicien et astronome français.
- 27 avril : Zebulon Pike (né en 1779), militaire et explorateur américain.